# Saundersiops spinosus
Saundersiops spinosus är en tvåvingeart som först beskrevs av Townsend 1931.  Saundersiops spinosus ingår i släktet Saundersiops och familjen parasitflugor.
Artens utbredningsområde är Peru. Inga underarter finns listade i Catalogue of Life.